# 星野桃
星野 桃（ほしの もも 1983年12月17日 - ）は、東京都出身の元AV女優。
趣味:カラオケ。

## 略歴
- 2002年7月に『ヴァージンメモリアル』でKUKIよりAVデビュー。
- 2003年1月に『街でウワサの風俗ビル』でワープエンタテインメントよりセルデビュー。
- 2005年に引退。

## 出演作品
2002年
- ヴァージンメモリアル（7月30日、KUKI）
- 新・妹の下着 32（8月22日、KUKI）
- SEXY DRIVE（9月22日、KUKI）
- アイドルコレクター（10月20日、KUKI）
- 桃の天然聖水（11月26日、KUKI）

2003年
- 街でウワサの風俗ビル（1月10日、ワープエンタテインメント）
- 義妹の部屋02（2月6日、ドリームチケット）他出演:岡野美憂、加山由衣
- コスプレックス 4（2月7日、桃太郎映像出版）
- Angel（2月8日、アイデアポケット）
- DENIM FUCKIN G*PAN LADY 01（2月19日、ドリームチケット）他出演:すぎはら美里、夏木美夕
- 女子校生レイプ（2月25日、TMA）
- 露出ドライブ（3月7日、ワープエンタテインメント）
- 極 本番 星野桃（3月7日、GLAY'z）
- 不純異性交遊 〜淫行アフタースクール〜（3月19日、ドリームチケット）他出演:蒼吹雪、蘭望実
- ドリームシャワー（5月3日、ワープエンタテインメント）
- 星野桃としようよ!（7月4日、GLAY'z）
- 蛇縛の姉妹玩愚（7月8日、アタッカーズ）共演:葉月かんな
- 桃のももまん、まるわかり（8月3日、ディープス）
- 女子校生 蛇縛輪姦9 星野桃 -蛇縛の姉妹玩愚 後編-（9月8日、アタッカーズ）
- ザ レズファイト3（9月19日、SODクリエイト）共演:杏野るり、双葉このみ、青山遥
- デジタルモザイク Vol.020（10月1日、MOODYZ）
- 妹は僕のいいなり人形（10月4日、SODクリエイト）
- ドリームウーマン× ザーメン酔拳 DX 2（11月1日、MOODYZ）
- コスプレバーチャルアニメーション（11月21日、GLAY'z）
- 星野桃と学校でしようよ!（12月5日、GLAY'z）
- 下半身超アップの世界11（12月15日、MOODYZ）

2004年
- 星野桃がミリオンで大復活だー!! 完全版（4月23日、ケイ・エム・プロデュース）
- バニー倶楽部（5月7日、桃太郎映像出版）他出演:春日みゆき、一色れな、七瀬里帆
- 絶対服従リベンジ4 雌犬調教編2（5月14日、ゴーゴーズ）他出演:姫咲しゅり、佐々木空、皇怜海、坂下麻衣、灘ジュン、涼風杏菜
- 絶対服従リベンジ5 スパンキング・クリップ責め編2（5月14日、ゴーゴーズ）他出演:筒見友、佐々木空、姫咲しゅり、星月まゆら、三浦沙耶香、皇怜海、灘ジュン、涼風杏菜
- 絶対服従リベンジ6 水責め・泥水責め編2（5月14日、ゴーゴーズ）他出演:筒見友、佐々木空、姫咲しゅり、星月まゆら、三浦沙耶香、皇怜海、灘ジュン、坂下麻衣、涼風杏菜
- もしも星野桃が超高級ソープ嬢だったら…完全版（5月21日、ケイ・エム・プロデュース）共演:松井はるか
- イカぬならイカせてみようホトトギス 星野桃 完全版（6月18日、ケイ・エム・プロデュース）共演:三上翔子
- 使い捨てM奴隷（8月1日、MOODYZ）
- 美しい痴女の接吻とセックス（8月8日、ドグマ）
- 拘束椅子トランス（10月8日、ドグマ）

2005年
- ひとりエッチ プラス（1月21日、桃太郎映像出版）他出演:春日みゆき、水野彩香、木崎りの、三上翔子、沢口あすか
- アナル奴隷秘書 監禁陵辱レイプ4 〜汚された●き肛門〜（2月4日、SODクリエイト）
- 完全撮りおろしスーパースター4時間SPECIAL 2（4月22日、ケイ・エム・プロデュース）他出演:早坂ひとみ、紋舞らん、如月カレン、神谷姫、nao.、杉浦美由、中島京子、沢口あすか、上原深雪、美里かすみ、朝倉海音